# أولبه
البه ألمانيا (بالألمانية: Olpe, Germany) هي بلدة ألمانية تقع في ألمانيا في أولبه. يقدر عدد سكانها بـ 25,579 نسمة .

## أعلام
- جوشن فيلدمان
- باتريك راكوفسكي